# Chi Cá heo hông trắng
Chi Cá heo hông trắng (danh pháp khoa học: Lagenorhynchus) là một chi thuộc Họ Cá heo đại dương. Chi này có 6 loài.

## Các loài
- Lagenorhynchus albirostris: Cá heo mõm trắng
- Lagenorhynchus acutus: Cá heo hông trắng Đại Tây Dương
- Lagenorhynchus obliquidens: Cá heo hông trắng Thái Bình Dương
- Lagenorhynchus obscurus: Cá heo sẫm màu
- Lagenorhynchus australis: Cá heo Peale
- Lagenorhynchus cruciger: Cá heo vằn chữ thập